# Bradysia sibirica
Bradysia sibirica är en tvåvingeart som först beskrevs av Franz Lengersdorf 1935.  Bradysia sibirica ingår i släktet Bradysia och familjen sorgmyggor. Inga underarter finns listade i Catalogue of Life.